# Сигизмунд Батори
Сигизмунд Батори (на унгарски: Zsigmond Báthory; на румънски: Sigismund Bathory; * 1572; † 27 март 1613, Прага) е от 1571 до 1598 г. княз на Трансилвания, сменя земята със силезийските княжества Ополе и Ратибор.

## Живот
Той е племенник на полския крал Стефан Батори и син и наследник на войводата Христоф Батори (1530 – 1581).
През 1595 г. Сигизмунд Батори подчинява Княжество Влашко и на 25 октомври побеждава войската на Синан паша при Гюргево.
На 6 август 1595 г. във Вайсенбург Сигизмунд Батори се жени за ерцхерцогиня Мария Кристина Австрийска (1574 – 1621), дъщеря на ерцхерцога на Австрия Карл II и Мария Анна Баварска, дъщеря на баварския херцог Албрехт V и Анна Австрийска, втората дъщеря на император Фердинанд I. През 1599 г. той се развежда и бракът е анулиран от папа Климент VIII. През 1607 г. Мария Кристина влиза със сестра си Елеонора в манастир.
Сигизмунд Батори се отказва през 1599 г. от трона. Тогава той сменя Трансилвания с император Рудолф II срещу силезийските херцогства Ополе и Ратибор. През февруари 1601 г. е поставен отново на неговата служба. Михай Витязул, войводата на Влашко, го побеждава, той бяга и не се връща повече.
Сигизмунд Батори умира през 1613 г. в Прага.